# Saint-Jouan-de-l’Isle
Saint-Jouan-de-l’Isle (bret. Sant-Yowan-an-Enez) – miejscowość i gmina we Francji, w regionie Bretania, w departamencie Côtes-d’Armor.
Według danych na rok 1990 gminę zamieszkiwało 359 osób, a gęstość zaludnienia wynosiła 44 osoby/km² (wśród 1269 gmin Bretanii Saint-Jouan-de-l’Isle plasuje się na 912. miejscu pod względem liczby ludności, natomiast pod względem powierzchni na miejscu 900.).